# Until It Sleeps
Until It Sleeps è un singolo del gruppo musicale statunitense Metallica, pubblicato il 20 maggio 1996 come primo estratto dal sesto album in studio Load.

## Descrizione
Composta da James Hetfield e Lars Ulrich, ebbe successo notevole in radio e fu una delle prime a segnare la svolta sonora del gruppo alla fine degli anni novanta in quanto il brano presenta influenze hard rock, blues e alternative. Il testo della canzone parla del cancro e di come abbia condotto alla morte la madre di Hetfield. Date le convinzioni religiose della famiglia, non ricevette alcun trattamento medico. Entrambi erano convinti che la fede l'avrebbe guarita, ma invano.

## Video musicale
Il video musicale, diretto da Samuel Bayer e pubblicato il 23 maggio 1996, mostra concetti surreali che hanno a che vedere con la morte di un essere umano. Il concetto del video s'ispirava a vari quadri di Hieronymus Bosch. A parte delle immagini ispirate dai ritratti di Bosch, le figure che appaiono più spesso sono quelle di un mostro antropofago (da Trittico del Giardino delle delizie), la cacciata di Adamo ed Eva dall'Eden (da Haywain) e la crocifissione di Cristo (da Ecce Homo).

## Tracce
CD – parte 1 (Regno Unito), 10" (Regno Unito)
1. Until It Sleeps – 4:33 (James Hetfield, Lars Ulrich)
2. 2 X 4 (Live) – 6:06 (James Hetfield, Lars Ulrich, Kirk Hammett)
3. F.O.B.D. (Aka Until It Sleeps - Early 'Writing in Progress' Version) – 4:56 (James Hetfield, Lars Ulrich)

CD – parte 2 (Regno Unito)
1. Until It Sleeps – 4:36 (James Hetfield, Lars Ulrich)
2. Kill/Ride Medley (Live) – 10:19 (James Hetfield, Lars Ulrich, Cliff Burton, Dave Mustaine)
3. Until It Sleeps (Herman Melville Mix) – 4:20 (James Hetfield, Lars Ulrich)

CD (Giappone)
1. Until It Sleeps – 4:35 (James Hetfield, Lars Ulrich)
2. Until It Sleeps (Herman Melville Mix) – 4:22 (James Hetfield, Lars Ulrich)
3. Kill/Ride Medley (Live) – 10:19 (James Hetfield, Lars Ulrich, Cliff Burton, Dave Mustaine)
4. 2 X 4 (Live) – 6:08 (James Hetfield, Lars Ulrich, Kirk Hammett)
5. Overkill (Live) – 4:11 (Lemmy Kilmister, Eddie Clarke, Phil Taylor) – originariamente interpretata dai Motörhead
6. F.O.B.D. (Aka Until It Sleeps - Early 'Writing in Progress' Version) – 4:59 (James Hetfield, Lars Ulrich)

Streaming
1. Until It Sleeps (Remastered) – 4:29
2. Until It Sleeps (Herman Melville Mix) – 4:23
3. Until It Sleeps (Live at Slim's, San Francisco, CA / 10th June 1996) – 5:02
4. F.O.B.D. ("Until It Sleeps" Rough Chorus Vocal Idea Mix) – 4:54

## Formazione
Hanno partecipato alle registrazioni, secondo le note di copertina di Load:
Gruppo
- James Hetfield – chitarra, voce
- Lars Ulrich – batteria
- Kirk Hammett – chitarra
- Jason Newsted – basso

Produzione
- Bob Rock – produzione
- James Hetfield – produzione
- Lars Ulrich – produzione
- Randy Staub – registrazione, missaggio
- Brian Dobbs – assistenza alla registrazione, ingegneria del suono
- Kent Matcke – assistenza alla registrazione
- Paul DeCarli – montaggio digitale
- Mike Gillies – assistenza al montaggio digitale
- Chris Vrenna – assistenza al montaggio digitale
- Jason Goldstein – assistenza tecnica
- Matt Curry – assistenza al missaggio
- Mike Fraser – missaggio aggiuntivo
- Mike Rew – assistenza al missaggio aggiuntivo
- George Marino – mastering

## Classifiche

### Classifiche settimanali
| Classifica (1996)             | Posizione massima |
| ----------------------------- | ----------------- |
| Australia                     | 1                 |
| Austria                       | 12                |
| Belgio (Fiandre)              | 8                 |
| Belgio (Vallonia)             | 16                |
| Canada                        | 5                 |
| Finlandia                     | 1                 |
| Francia                       | 10                |
| Germania                      | 15                |
| Irlanda                       | 3                 |
| Italia                        | 9                 |
| Norvegia                      | 2                 |
| Nuova Zelanda                 | 11                |
| Paesi Bassi                   | 5                 |
| Regno Unito                   | 5                 |
| Spagna                        | 16                |
| Stati Uniti                   | 10                |
| Stati Uniti (alternative)     | 27                |
| Stati Uniti (mainstream rock) | 1                 |
| Svezia                        | 1                 |
| Svizzera                      | 22                |

### Classifiche di fine anno
| Classifica (1996) | Posizione |
| ----------------- | --------- |
| Italia            | 97        |

## Cover
Il gruppo musicale finlandese Apocalyptica realizzò una cover del brano, presente all'interno dell'album Cult del 2000.